# Paul O. Husting
Paul O. Husting (Fond du Lac, 1866. április 25. – Rush Lake, 1917. október 21.) az Amerikai Egyesült Államok szenátora (Wisconsin, 1915–1917).